# Kikół (gemeente)
De gemeente Kikół is een landgemeente in het Poolse woiwodschap Koejavië-Pommeren, in powiat Lipnowski.
De zetel van de gemeente is in Kikół.
Op 30 juni 2004 telde de gemeente 7234 inwoners.

## Oppervlakte gegevens
In 2002 bedroeg de totale oppervlakte van gemeente Kikół 98,2 km², waarvan:
- agrarisch gebied: 84%
- bossen: 2%

De gemeente beslaat 9,67% van de totale oppervlakte van de powiat.

## Demografie
Stand op 30 juni 2004:
| Omschrijving                   | Totaal | Totaal | Vrouwen | Vrouwen | Mannen | Mannen |
| ------------------------------ | ------ | ------ | ------- | ------- | ------ | ------ |
| eenheid                        | aantal | %      | aantal  | %       | aantal | %      |
| inwoners                       | 7234   | 100    | 3607    | 49,9    | 3627   | 50,1   |
| bevolkingsdichtheid (inw./km²) | 73,7   | 73,7   | 36,7    | 36,7    | 36,9   | 36,9   |

In 2002 bedroeg het gemiddelde inkomen per inwoner 1293,23 zł.

## Administratieve plaatsen (sołectwo)
Ciełuchowo, Dąbrówka, Grodzeń, Hornówek, Janowo, Jarczechowo, Kikół, Kikół-Wieś, Kołat-Rybniki, Konotopie, Lubin, Moszczonne, Sumin, Trutowo, Walentowo, Wola, Wolęcin, Wymyślin, Zajeziorze.

## Aangrenzende gemeenten
Chrostkowo, Czernikowo, Lipno, Zbójno